# Ferdinand von Helldorff (Politiker)
Ferdinand Heinrich Wilhelm Freiherr von Helldorff (* 24. Januar 1868 in Innsbruck; † 2. August 1921 auf Schloss Thalenstein bei Völkermarkt) war ein österreichischer Großgrund- und Werksbesitzer, Maler und Politiker.

## Leben
Helldorff war der Sohn des Gutsbesitzers Ferdinand Heinrich August Freiherr von Helldorff (* 29. März 1835; † 10. Oktober 1899) und dessen Ehefrau Wilhelmine geborene Schön von Monte Cerro. Er war römisch-katholisch und heiratete am 2. Mai 1905 Freiin Hertha Klara Hildegard von Rechenberg (* 3. Februar 1884; † 14. Juni 1961). Sie war die Tochter der Hertha von Bonin und des Georg von Rechenberg. Der Schriftsteller Friedrich Georg von Rechenberg war ihr Halbbruder. Aus der später geschiedenen Ehe von Hertha und Ferdinand gingen drei Söhne und eine Tochter hervor.
Von Helldorff studierte an der landwirtschaftlichen Akademie in Hohenheim (bei Stuttgart) und an der Universität in Halle an der Saale. Später betätigte er sich künstlerisch als Maler. Er war Besitzer des ehem. Graf Egger’schen Eisenwerkes in Feistritz im Rosental. Im Jahr 1906 verkaufte er dies an die Krainische Eisenindustrie-Gesellschaft. 1901 wurde er Teilhaber der Firma „Kettenwerk Brückl“.
Im Jahr 1907 wurde er Begründer und erster Präsident des Kärntner Kunstvereins. Im Jahr 1918 wurde er mit dem Offizierskreuz des Franz-Joseph-Ordens ausgezeichnet.
Vom 16. April 1903 bis zum 20. September 1915 war er Mitglied im Kärntner Landtag. In der IX. Wahlperiode von 1903 bis 1909 war er Mitglied des Finanz- und des Revisionsausschusses und in der X. Wahlperiode von 1910 bis 1915 war er Obmann des Revisionsausschusses und Mitglied des Wasserrechts- und des Finanzausschusses. Er gehörte dem Klub Verfassungstreue an.

## Familiengruft in Klagenfurt-Annabichl

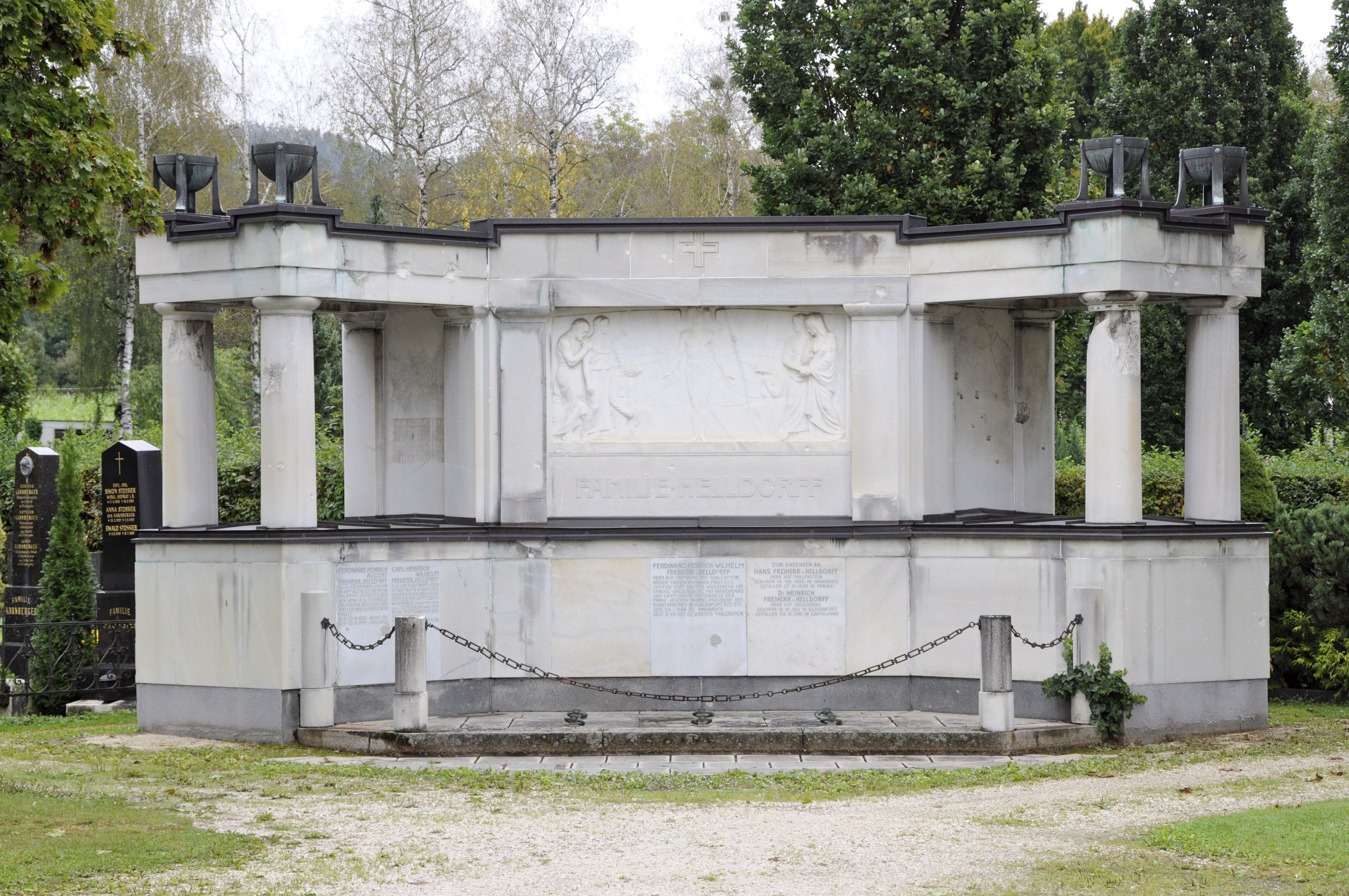
Familiengruft in Klagenfurt-Annabichl

1909 erteilte er den Auftrag zur Errichtung einer Familiengruft auf dem Friedhof Annabichl. Die sezessionistisch-neoklassizistische Grabstätte diente als letzte Ruhestätte für seinen Vater, Ferdinand Heinrich August Freiherr von Helldorff und dessen Nachkommen. Der Grabbau stammt von Raoul Frank ein Relief von Josef Heu. Das Grabmal steht unter Denkmalschutz. Es ist weiterhin ein Ehrengrab der Stadt Klagenfurt. Auch Ferdinand von Helldorff ist in der Grabanlage bestattet.